# Máy ảnh tĩnh
Máy ảnh tĩnh là một loại máy ảnh dùng để chụp ảnh. Các máy ảnh cổ điển lấy sáng vào phim chụp. Các máy ảnh số dùng điện tử học, thường là cảm biến CCD để lưu trữ hình ảnh vào trong bộ nhớ bên trong máy ảnh.  Hình ảnh số này có thể được chuyển qua một máy tính để xử lý sau.
Máy ảnh tĩnh có thể được chia thành một số loại sau (lưu ý rằng một số máy ảnh thuộc vào nhiều thể loại):
- Máy ảnh tự động lấy nét
- Máy ảnh hộp
- Máy ảnh compact
- Máy ảnh số
- Disposable camera
- Field camera
- Folding camera
- Máy ảnh lấy ngay
- Live-preview digital camera
- Pinhole camera
- Press camera
- Rangefinder camera
- Máy ảnh phản xạ đơn ống kính
- Stereo camera
- Máy ảnh phản xạ hai ống kính
- View camera
- Viewfinder camera